# David Burns (Schauspieler)

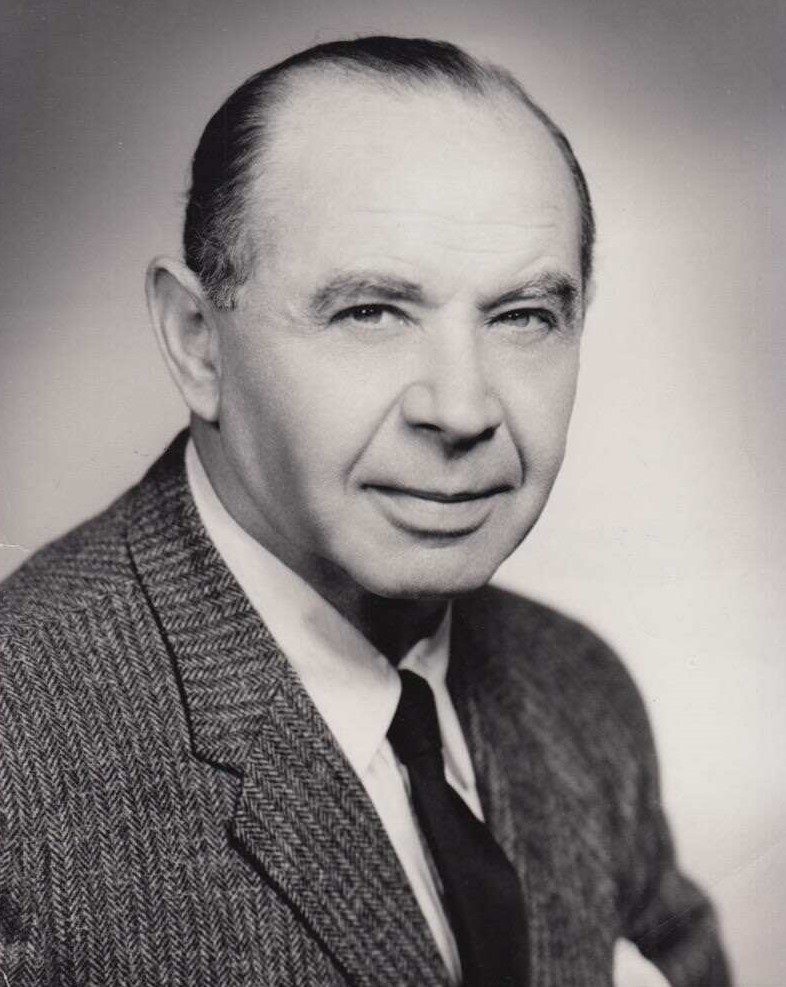
David Burns (1967)

David Burns (* 22. Juni 1902 in Chinatown, Manhattan, New York City; † 12. März 1971 in Philadelphia, Pennsylvania) war ein US-amerikanischer Schauspieler und Sänger.

## Leben
Burns wurde im New Yorker Stadtbezirk Chinatown als Sohn von Harry und Dora Burns geboren. Sein Debüt am Broadway hatte er 1921 in  Polly Preferred. Gemeinsam mit dieser Produktion ging er 1924 nach London. Im Laufe seiner 50-jährigen Karriere trat er in vielen Musicals und Komödien auf. Für seine Auftritte in den erfolgreichen Musicals The Music Man (1958, als Bürgermeister) und A Funny Thing Happened on the Way to the Forum (1963, als Senex) gewann er je einen Tony Award als Bester Nebendarsteller in einem Musical.
In seinem Filmdebüt De Luxe Annie, der zugleich sein einziger Stummfilm blieb, war Burns im Jahr 1918 an der Seite von Norma Talmadge zu sehen. In den 1930er Jahren spielte er einigen amerikanischen, aber hauptsächlich britischen Kinofilmen meist komödiantische Nebenrollen. In Hollywood etablierte er sich ab den 1950er Jahren durch Nebenrollen in Filmen wie Die Lachbombe an der Seite von Danny Kaye, Vorwiegend heiter mit Gene Kelly und Dan Dailey sowie Machen wir’s in Liebe mit Marilyn Monroe und Yves Montand. Auch im amerikanischen Fernsehen war Burns seit den 1950er Jahren meist in Gastrollen vertreten, eine wiederkehrende Nebenrolle hatte er dagegen neben Peter Falk in der Serie The Trials of O’Brien als charmanter Trickbetrüger „The Great McGonigle“ – der Charakter lehnte sich an die gleichnamige Figur von W. C. Fields in dem Film Die gute alte Zeit an. Nachdem er für diese Rolle eine erste Nominierung für den Primetime Emmy Award erhalten hatte, gewann er diesen in seinem Todesjahr für seinen Auftritt als Mr. Solomon in einer Fernsehadaption von Arthur Millers Stück The Prize.
Der 68-jährige Burns erlitt am 12. März 1971 in Philadelphia auf der Bühne einen tödlichen Herzinfarkt. Von seinen Bühnenkollegen soll sein Zusammenbruch zunächst für einen Gag gehalten worden sein, da er zu einem der „großen Komödienschauspieler des Broadways“ passte.

## Bühnenauftritte (Auswahl)
Bühne
- 1923: Polly Preferred

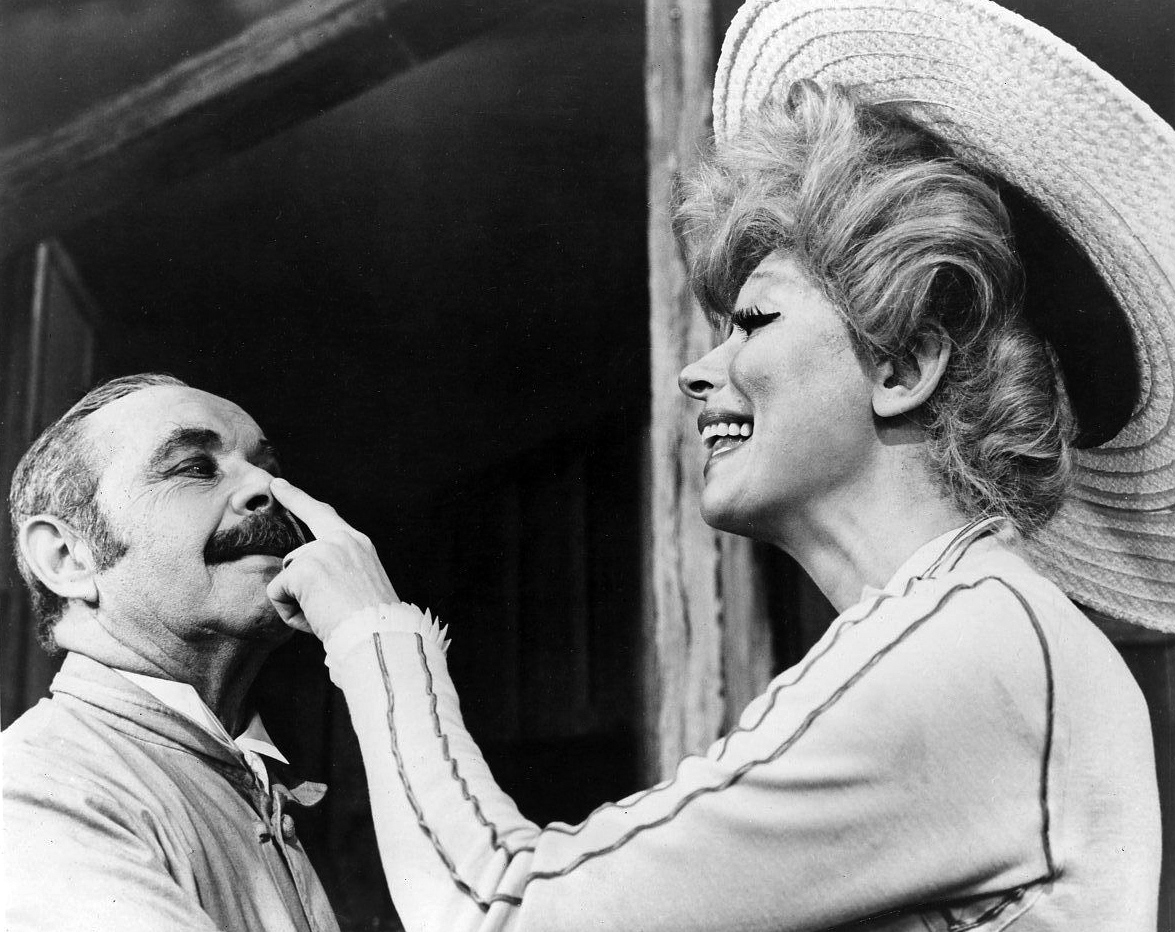
David Burns mit Carol Channing 1964

- 1939–1941: The Man Who Came to Dinner
- 1940–1941: Pal Joey
- 1943: Oklahoma!
- 1945: Billion Dollar Baby
- 1950: Cole Porters Out of This World
- 1950: Alive and Kicking
- 1952: Two’s Company
- 1957: A Hole in the Head
- 1959: The Music Man
- 1960–1962: Do Re Mi
- 1963: A Funny Thing Happened on the Way to the Forum
- 1964: Hello, Dolly!
- Make Mine Manhattan
- 1968–1969: The Price
- 1970: Art Buchwalds Sheep on the Runway[8]
- 1970–1971: Lovely Ladies, Kind Gentlemen

## Filmografie (Auswahl)
- 1918: De Luxe Annie
- 1934: The Queen’s Affair
- 1934: The Path of Glory
- 1934: Romance in Rhythm
- 1935: Spione küßt man nicht (Rendezvous)
- 1936: Der große Ziegfeld (The Great Ziegfeld)
- 1936: Crime Over London
- 1936: Strangers on Honeymoon
- 1937: Spring Handicap
- 1937: Smash and Grab
- 1937: The Live Wire
- 1938: Just like a Woman
- 1938: The Return of Carol Deane
- 1938: Sidewalks of London
- 1938: Hey! Hey! USA
- 1938: The Sky’s the Limit
- 1939: The Gang’s All Here
- 1939: So This Is London
- 1939: A Girl Must Live
- 1939: I Killed the Count
- 1939: A Gentleman’s Gentleman
- 1939: The Saint in London
- 1940: She Couldn’t Say No
- 1951: Vierzehn Stunden (Fourteen Hours)
- 1954: Tief in meinem Herzen (Deep in My Heart)
- 1954: Die Lachbombe (Knock on Wood)
- 1955: Vorwiegend heiter (It’s Always Fair Weather)
- 1957: Am Rande der Straße (Four Boys and a Gun)
- 1958: Once Upon a Horse...
- 1960: Machen wir’s in Liebe (Let’s Make Lovely)
- 1963: Preston & Preston (The Defenders; Fernsehserie, 1 Folge)
- 1965–1966: The Trials of O’Brien (Fernsehserie, 13 Folgen)
- 1967: Der Tiger schlägt zurück (The Tiger Makes Out)
- 1969: Missgeschick und Eheglück (How to Commit Marriage)
- 1970: Hopp, Hopp! (Move)
- 1971: Wer ist Harry Kellerman? (Who Is Harry Kellerman?)

## Auszeichnungen
| Jahr | Award      | Kategorie                                         | Für                                            | Ergebnis  |
| ---- | ---------- | ------------------------------------------------- | ---------------------------------------------- | --------- |
| 1958 | Tony Award | Best Performance by a Featured Actor in a Musical | The Music Man                                  | Gewonnen  |
| 1963 | Tony Award | Best Performance by a Featured Actor in a Musical | A Funny Thing Happened on the Way to the Forum | Gewonnen  |
| 1966 | Emmy       | Outstanding Supporting Actor in a Drama Series    | The Trials of O’Brien                          | Nominiert |
| 1971 | Emmy       | Outstanding Supporting Actor in a Drama Series    | Hallmark Hall of Fame                          | Gewonnen  |
| 1971 | Tony Award | Best Performance by a Leading Actor in a Musical  | Lovely Ladies, Kind Gentlemen                  | Nominiert |